# Malaysische Fußballnationalmannschaft
Die malaysische Fußballnationalmannschaft (malaiisch Pasukan bola sepak kebangsaan Malaysia, Jawi ڤاسوقن بولا سيڤق نڬارا مليسيا) ist die Auswahlmannschaft Malaysias. Die Football Association of Malaysia ist der Fußballverband. Dieser wurde 1933 gegründet und trat 1956 der FIFA bei. Das erste Länderspiel absolvierte die Mannschaft 1953 als Auswahl der bis 1957 von Großbritannien abhängigen Föderation Malaya. Seit 1963 vertritt die Mannschaft den um Nordborneo erweiterten Staat Malaysia.
Die Mannschaft konnte sich bislang für keine Fußball-Weltmeisterschaft qualifizieren. 1976, 1980 und 2007 qualifizierte sich Malaysia für die Asienmeisterschaft, scheiterte aber jeweils in der 1. Runde. Unter dem deutschen Trainer Karl-Heinz Weigang gelang die Qualifikation für die Olympischen Sommerspiele 1980 in Moskau. Da sich Malaysia dem Olympiaboykott anderer Staaten anschloss, kam es jedoch nicht zu einer Teilnahme.

## Teilnahmen an den Olympischen Spielen
| 1900 bis 1960        | nicht teilgenommen                                                              |
| 1964 in Tokio        | nicht qualifiziert                                                              |
| 1968 in Mexiko-Stadt | nicht teilgenommen                                                              |
| 1972 in München      | Vorrunde                                                                        |
| 1976 in Montreal     | nicht qualifiziert                                                              |
| 1980 in Moskau       | qualifiziert, aber wegen des Einmarsches der UdSSR in Afghanistan zurückgezogen |
| 1984 in Los Angeles  | nicht qualifiziert                                                              |
| 1988 in Seoul        | nicht qualifiziert                                                              |

Nach 1988 hat die A-Nationalmannschaft nicht mehr an den Olympischen Spielen und den Qualifikationsspielen dazu teilgenommen. Eine Olympiamannschaft konnte sich bisher nicht qualifizieren.

## Teilnahmen an den Fußball-Weltmeisterschaften
- 1930 bis 1970 – nicht teilgenommen
- 1974 bis 2026 – nicht qualifiziert

## Teilnahmen an den Asienmeisterschaften
- 1956 bis 1972 – nicht qualifiziert
- 1976 – Vorrunde
- 1980 – Vorrunde
- 1984 bis 2004 – nicht qualifiziert
- 2007 – Vorrunde
- 2011 bis 2019 – nicht qualifiziert
- 2024 – Vorrunde

## Teilnahmen an denASEAN-Fußballmeisterschaften
- 1996 – Zweiter
- 1998 – Vorrunde
- 2000 – Dritter
- 2002 – Vierter
- 2004 – Dritter
- 2007 – Halbfinale
- 2008 – Vorrunde
- 2010 – Südostasienmeister
- 2012 – Halbfinale
- 2014 – Zweiter
- 2016 – Vorrunde
- 2018 – Zweiter
- 2021 – Vorrunde
- 2022 – Halbfinale
- 2024 – Vorrunde

## Bekannte Spieler

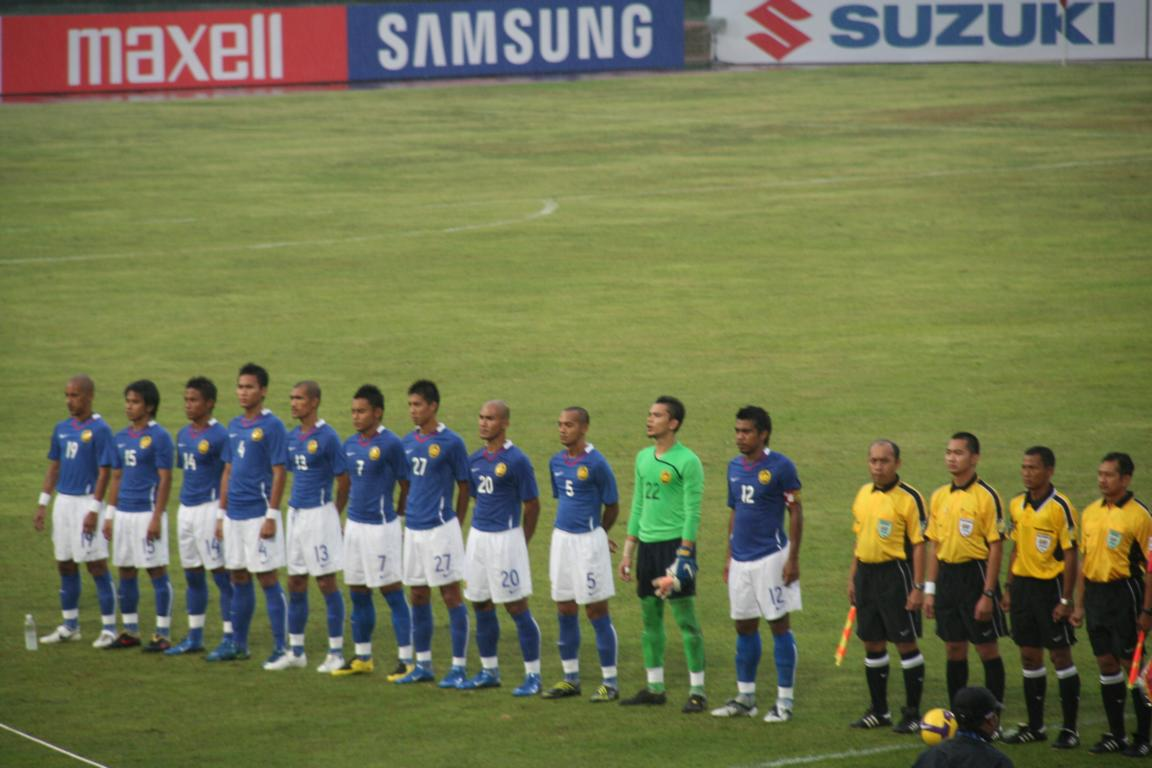
Nationalmannschaft Malaysias beim AFF Suzuki Cup, 2008

- Soh Chin Ann
- Mokhtar Dahari
- Faisal Halim
- Ezequiel Agüero
- Safawi Rasid
- David Rowley
- Lee Tuck
- Stuart Wilkin
- Dominic Tan

## Trainer
- Peter Velappan (1963)
- Choo Seng Quee (1963–1964)
- Otto Westphal (1965–1966)
- Clement De Silva (1966)
- Peter Velappan (1966)
- Nagalingam Rajoo (1967)
- Dettmar Cramer (1967)
- Edwin Dutton (1967)
- Harold Hassall (1968)
- Peter Velappan (1968)
- Abdul Ghani Minhat (1969)
- Harold Hassall (1970)
- Dave MacLaren (1970)
- C. Arasaratnam (1971)
- Jalil Che Din (1972)
- Tam Sitwa (1973)
- M. Kuppan (1973)
- Jalil Che Din (1974)
- M. Kuppan (1974–1977)
- Chow Kwai Lam (1978)
- Karl-Heinz Weigang (1979–1982)
- M. Chandran (1982–1983)
- Frank Lord (1983–1985)
- Mohamad Bakar (1985–1986)
- Jozef Vengloš (1986–1987)
- Abdul Rahman Ibrahim (1987)
- Richard Bate (1988)
- M. Chandran (1988)
- Trevor Hartley (1989)
- Ahmad Shafie (1990)
- Rahim Abdullah (1991)
- Ken Worden (1992–1993)
- Claude Le Roy (1994–1995)
- Hatem Souisi (1995)
- Wan Jamak Wan Hassan (1996–1997)
- Hatem Souisi (1998)
- Abdul Rahman Ibrahim (1998–2000)
- Allan Harris (2001–2004)
- K. Rajagopal (2004)
- Bertalan Bicskei (2004–2005)
- Norizan Bakar (2005–2007)
- B. Sathianathan (2007–2008)
- K. Rajagopal (2009–2013)
- Ong Kim Swee (2014)
- Dollah Salleh (2014–2015)
- Ong Kim Swee (2015–2017)
- Nelo Vingada (2017)
- Tan Cheng Hoe (2017–2021)
- Kim Pan-gon (2022–2024)
- Pau Vicente (2024)
- Peter Cklamovski (seit 2025)